# Glory Train: Songs of Faith, Worship, and Praise
Glory Train: Songs of Faith, Worship, and Praise è il diciassettesimo album in studio del cantante e attore statunitense Randy Travis, pubblicato nel 2005.

## Tracce
1. This Train (Sister Rosetta Tharpe) – 3:40
2. Swing Down Chariot (traditional) – 3:12
3. Precious Memories (Tharpe) – 4:13
4. Shout to the Lord (Darlene Zschech) – 4:21
5. Down by the Riverside (Tharpe) – 3:06
6. Nothing but the Blood (Robert Lowry) – 2:32
7. Were You There? (traditional) – 3:52
8. Up Above My Head (I Hear Music in the Air) (Tharpe) – 2:55
9. He's Got the Whole World in His Hands (traditional) – 2:19
10. Heart of Worship (Matt Redman) – 3:53
11. Jesus on the Main Line (traditional) – 2:31
12. Through the Fire (Gerald Crabb) – 3:27
13. Here I Am to Worship (Tim Hughes) – 3:59
14. Oh Death (Crabb) – 2:46
15. Nobody Knows, Nobody Cares (Tharpe) – 3:11
16. Since Jesus Came into My Heart (Charles H. Gabriel, Rufus H. Gabriel) – 3:23
17. Oh How I Love Jesus (Frederick Whitfield) – 2:45
18. Are You Washed in the Blood (traditional) – 3:08
19. Precious Lord, Take My Hand (Thomas A. Dorsey) – 3:21